# Sub Focus

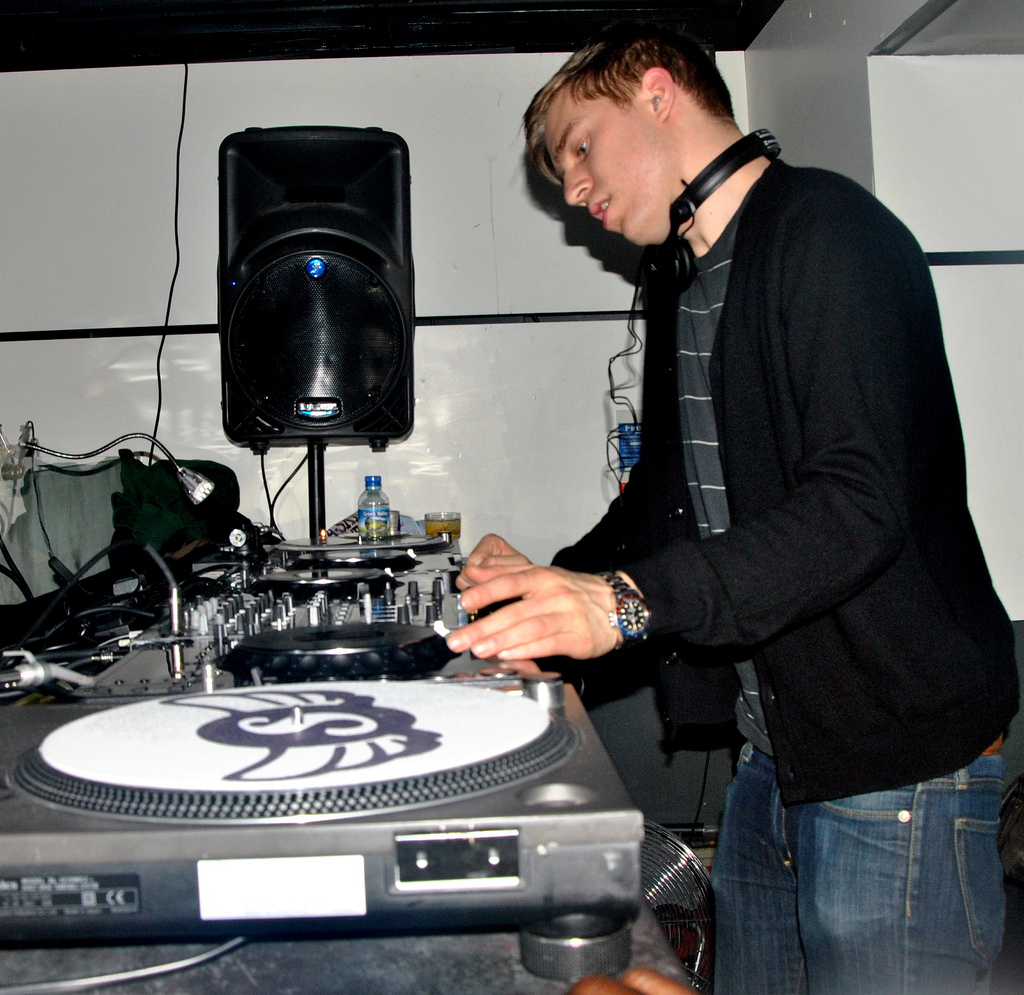
Imagem de Sub Focus.

Sub Focus, nome artístico de Nick Douwma, é um DJ e produtor musical inglês de drum'n'bass.

## Carreira
Suas primeiras produções foram lançadas em 2003 e já em 2004 Sub Focus foi considerado um dos principais produtores da cena, com grandes sucessos como "X-Ray", "Soundguy" e "Scarecrow".